# أوزان بالسي
أوزان بالسي (بالفرنسية: Euzhan Palcy) (مواليد 13 يناير 1958)، هي مُخرجة وكاتبة سيناريو ومُنتجة من مارتينيك في جُزر الأنتيل الفرنسية.

## وصلات خارجية
- أوزان بالسي على موقع IMDb (الإنجليزية)
- أوزان بالسي على موقع ألو سيني (الفرنسية)
- أوزان بالسي على موقع أول موفي (الإنجليزية)
- أوزان بالسي على موقع قاعدة بيانات الأفلام السويدية (السويدية)
- أوزان بالسي على موقع قاعدة بيانات الفيلم (الإنجليزية)
- أوزان بالسي على موقع كينوبويسك (الروسية)